# Північно-Західна провінція (Замбія)
Північно-Західна провінція (англ. Northwestern Province) — одна з 10 провінцій Замбії. Адміністративний центр — місто Солвезі.

## Географія
Через Північно-Західну провінцію протікають три великі річки: Замбезі, Кафуе і Кабомпо.
У посуху, яка триває з травня по липень, погода суха і прохолодна, 0-10 °C вночі, 15-25 °C вдень. З серпня теплішає до 30 °C і повітря стає вологим. Зливи йдуть з грудня по квітень, стає жарко і волого. Дощ у цей період йде майже щодня.

## Населення
Населення провінції за даними на 2010 рік становить 706 462 особи. Це найрідше заселена і найменш розвинена провінція Замбії. Близько 87 % населення ведуть напівкочовий спосіб життя. Гроші тут майже не використовуються.

## Адміністративний поділ

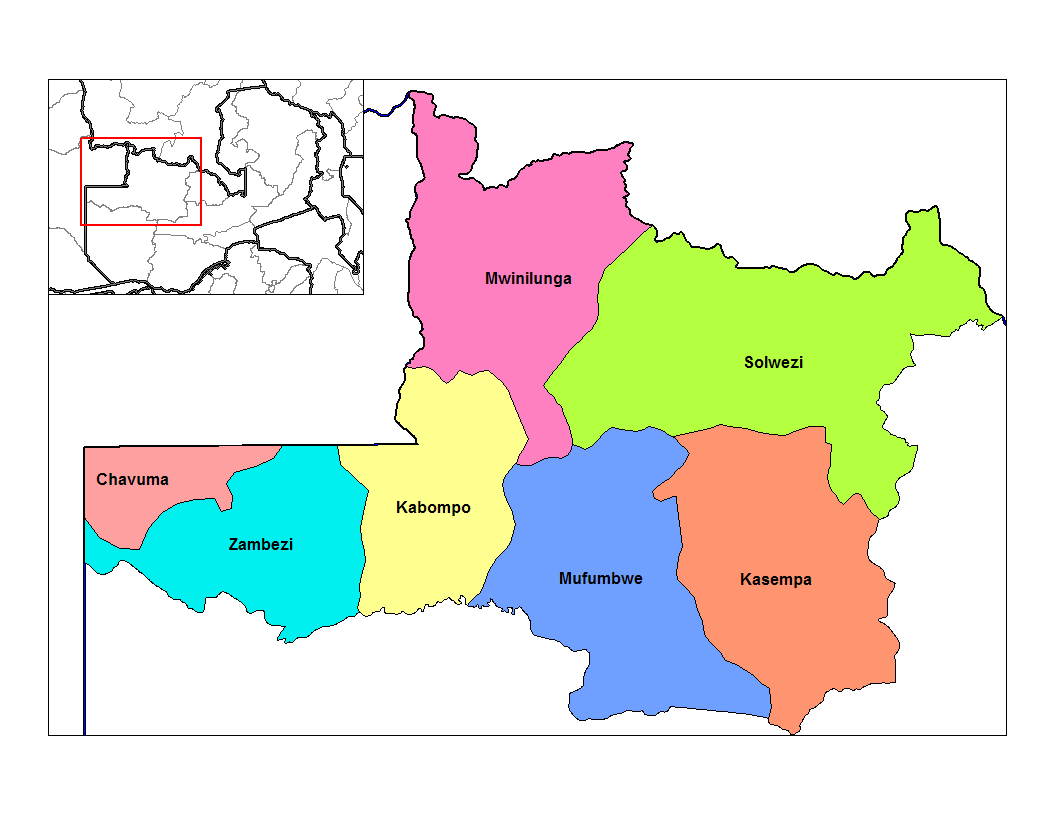
Райони провінції

Провінція ділиться на 7 районів:
- Чавума
- Кабомпо
- Касемпа
- Муфумбве
- Мвінілунга
- Солвезі
- Замбезі